# Gardes rouges des ouvriers et paysans
 (mars 2017).
Si vous disposez d'ouvrages ou d'articles de référence ou si vous connaissez des sites web de qualité traitant du thème abordé ici, merci de compléter l'article en donnant les références utiles à sa vérifiabilité et en les liant à la section « Notes et références ».
Les Gardes rouges des ouvriers et paysans (coréen : 로농적위군) forment une milice paramilitaire de défense civile nord-coréenne. 
C'est une branche de l'Armée populaire de Corée.